# Tyrants of the Rising Sun
Tyrants of the Rising Sun är ett livealbum av det svenska melodisk death metal-bandet Arch Enemy, utgivet på CD och i videoformat på DVD den 24 november 2008. DVD:n innehåller en liveshow från Japan i mars 2008, en 40 minuter lång dokumentär om bandet samt alla videor för det tidigare studioalbumet, Rise of the Tyrant.

## CD-utgåva

### CD 1
1. ”Intro / Blood On Your Hands” (5:37)
2. ”Ravenous” (3:55)
3. ”Taking Back My Soul” (5:16)
4. ”Dead Eyes See No Future” (4:22)
5. ”Dark Insanity” (3:59)
6. ”The Day You Died” (4:55)
7. ”Christopher Solo” (2:32)
8. ”Silverwing” (5:26)
9. ”Night Falls Fast” (3:37)
10. ”Daniel Solo” (3:30)

### CD 2
1. ”Burning Angel” (4:40)
2. ”Michael Amott Solo” (inkluderar ”Intermezzo Liberté”) (3:24)
3. ”Dead Bury Their Dead” (4:57)
4. ”Vultures” (6:51)
5. ”Enemy Within” (4:29)
6. ”Snowbound” (2:14)
7. ”Shadows and Dust” (5:12)
8. ”Nemesis” (5:04)
9. ”We Will Rise” (4:33)
10. ”Fields of Desolation / Outro” (3:14)
11. ”Enter the Machine” (tape)

## DVD-utgåva

### Live på Tokyo Forum
1. ”Intro / Blood Is On Your Hands” (M. Amott/C. Amott/A. Gossow) – (5:37)
2. ”Ravenous” (M. Amott/C. Amott/A. Gossow) – (3:55)
3. ”Taking Back My Soul” (M. Amott/D. Erlandsson/C. Amott/A. Gossow) – (5:16)
4. ”Dead Eyes See No Future” (M. Amott/C. Amott/A. Gossow) – (4:22)
5. ”Dark Insanity” (M. Amott/J. Liiva) – (3:59)
6. ”The Day You Died” (M. Amott/D. Erlandsson/A. Gossow) – (4:55)
7. ”Christopher Solo” (C. Amott) – (2:32)
8. ”Silverwing” (M. Amott/C. Amott) – (5:26)
9. ”Night Falls Fast” (M. Amott/A. Gossow) – (3:37)
10. ”Daniel Solo” (D. Erlansson) – (3:30)
11. ”Burning Angel” (M. Amott/C. Amott) – (4:40)
12. ”Michael Amott Solo” (incl. "Intermezzo Liberté") (M. Amott) – (3:24)
13. ”Dead Bury Their Dead” (M. Amott) – (4:57)
14. ”Vultures” (M. Amott/C. Amott/A. Gossow) (6:51)
15. ”Enemy Within” (M. Amott/C. Amott/A. Gossow) (4:29)
16. ”Snowbound” (M. Amott/C. Amott) (2:14)
17. ”Shadows and Dust” (M. Amott/D. Erlandsson/C. Amott) (5:12)
18. ”Nemesis” (M. Amott/D. Erlandsson/C. Amott/A. Gossow) (5:04)
19. ”We Will Rise” (M. Amott/C. Amott) (4:33)
20. ”Fields of Desolation / Outro” (M. Amott/C. Amott/J. Liiva) (3:14)
21. ”Enter the Machine” (M. Amott/D. Erlandsson/C. Amott) (tape)

### Extramaterial
1. The Road to Japan (Intervju / Road Movie) (ca 45 minuter)

### Promovideor
1. ”Revolution Begins” (Original Version) (4:24)
2. ”Revolution Begins” (Band Performance Version) (4:14)
3. ”I Will Live Again” (3:34)

## Banduppsättning
- Angela Gossow - sång
- Michael Amott - gitarr, bakgrundssång
- Christopher Amott - gitarr
- Sharlee D'Angelo - bas
- Daniel Erlandsson - trummor